# محطة قطار شعيبة
مَحطة شعيبة هي محطة قطار جزائرية تقع بإقليم بلدية سيدي عمار بولاية عنابة. تُعدّ جزءًا من شبكة الخطوط الإقليمية التي وتديرها الشركة الوطنية للنقل بالسكك الحديدية في الجزائر.

## الموقع في السكك الحديدية
تقع المحطة في بلدة الشعيبة شرق بلدية سيدي عمار، على خط عنابة - سيدي عمار . تسبقها محطة سيدي عاشور وتتبعها محطة سيدي عمار.

## خدمة الركاب

### خدمة
تًصقع المحطة بالقرب من المركز الجامعي سيدي عمار التابع لجامعة باجي مختار بعنابة ، وتخدمها القطارات الجهوية على طريق عنابة - سيدي عمار,.

## الملاحظات والمراجع
1. ↑  "Reprise du trafic ferroviaire vers le pôle universitaire de Sidi Amar". lesoirdalgerie.com. 3 janvier 2021. مؤرشف من الأصل في 2023-03-22. اطلع عليه بتاريخ 22 mars 2023. {{استشهاد ويب}}: تحقق من التاريخ في: |تاريخ-الوصول= و|تاريخ= (مساعدة).

## أنظر أيضا

### مقالات ذات صلة
- خط من عنابة إلى سيدي عمار
- قائمة محطات القطارات في الجزائر

### رابط خارجي
- "ش.و.ن.س.ح". الشركة الوطنية للنقل بالسكك الحديدية. مؤرشف من الأصل في 2025-05-05.